# Metropolitanato de Prusa

Mapa de las sedes metropolitanas del patriarcado de Constantinopla en Anatolia circa 1880.

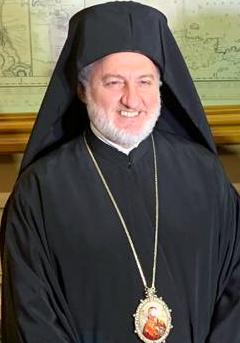
Elpidiforo (Lambriniadis), metropolitano de Bursa.

El metropolitanato de Prusa (en griego: Ιερά Μητρόπολη Προύσης) es una diócesis de la Iglesia ortodoxa perteneciente al patriarcado de Constantinopla, cuya sede está en Bursa (la antigua Prusa, Brusa o Teópolis) en Turquía. Su titular lleva el título de metropolitano de Prusa, el más honorable ('hipertimos') y exarca de toda Bitinia (en griego: Ο Προύσης, υπέρτιμος και έξαρχος Βιθυνίας). Es una antigua sede metropolitana de la provincia romana de Bitinia en la diócesis civil del Ponto y en el patriarcado de Constantinopla. Bursa está situada en Asia Menor en la costa del mar de Mármara.

## Territorio
El territorio del metropolitanato se encuentra en las provincias de Bursa y Bilecik. El área del metropolitanato limita al norte con el metropolitanato de Nicea y con el mar de Mármara; al este con el metropolitanato de Ancyra; al sur con los metropolitanatos de Nicea y de Ancyra; y al oeste con el metropolitanato de Nicomedia (sección Apolonia).
Además de Bursa, otras localidades del metropolitanato son Mudanya, Tirilye y Bilecik.
Es uno de los 5 metropolitanatos que renació bajo el patriarca Bartolomé I, por lo que constituye uno de los diez distritos eclesiásticos activos del patriarcado en territorio turco, junto con la arquidiócesis de Constantinopla y los metropolitanatos de Adrianópolis, Ancyra, Calcedonia, Derkos, Esmirna, Imbros y Ténedos, Islas de los Príncipes y Pisidia.

## Historia
Las tradiciones hagiográficas griegas y latinas muestran los nombres de dos santos obispos de Prusa, Alejandro y Patricio, ambos mártires. El primero es mencionado en el menologio griego el 9 de junio y el segundo en el martirologio romano el 28 de abril.
El Concilio de Nicea I en 325 aprobó la ya existente organización eclesiástica según la cual el obispo de la capital de una provincia romana (el obispo metropolitano) tenía cierta autoridad sobre los otros obispos de la provincia (sufragáneos), utilizando por primera vez en sus cánones 4 y 6 el nombre metropolitano. Quedó así reconocido el metropolitanato de Nicomedia en la provincia romana de Bitinia, siendo Prusa una de sus diócesis sufragáneas. El canon 28 del Concilio de Calcedonia en 451 pasó al patriarca de Constantinopla las prerrogativas del exarca de Tracia, por lo que el metropolitanato de Nicomedia  y sus diócesis sufragáneas pasaron a ser parte del patriarcado de Constantinopla.
La sede de Prusa está documentada en todas las Notitiae Episcopatuum del patriarcado hasta el siglo XV, inicialmente como sufragánea de Nicomedia.
El primer obispo documentado por fuentes históricas es Hesychius, quien estuvo entre los padres del Concilio de Nicea I en 325. Le siguió el santo obispo Timoteo, quien según la tradición cristiana habría sufrido martirio en la época del emperador Juliano el Apóstata (361-363) y quien es recordado en el martirologio romano el 10 de junio. Eustaquio y Pedro participaron en los concilios ecuménicos de Constantinopla en 381 y de Éfeso en 431.
Esteban firmó el decreto sinodal de Genadio I de Constantinopla contra la simonía en circa 458/459. Theoctisto y Policronio participaron en los concilios ecuménicos en 553 y 680 respectivamente. En el siglo VII Prusa fue renombrada Teópolis, pero el nombre no subsistió. Teodoro asistió al segundo concilio de Nicea en 787. Niceta participó en el Concilio de Constantinopla en 879-880 que rehabilitó al patriarca Focio. La sigilografía devolvió los nombres de varios obispos de Prusa, que vivieron entre los siglos X y XII.
En 1097 el Imperio bizantino perdió Prusa a manos de la dinastía selyúcida. En 1204 al establecerse el Imperio latino de Constantinopla, Prusa se integró al Imperio de Nicea. El 6 de abril de 1326, tras el largo Sitio de Bursa, fue capturada por el Imperio otomano, que la hizo su capital desde 1335 hasta 1413. Eso permitió que la Iglesia apostólica armenia pudiera establecerse en la ciudad, ya que el Imperio bizantino no permitía la existencia de esa Iglesia en su territorio. En 1402 la ciudad fue saqueada e incendiada por los mongoles de Tamerlán.
En circa 1190 la diócesis fue elevada al rango de sede metropolitana sin sufragáneas, algo atestiguado por primera vez en 1232. A pesar de la ocupación otomana de Bitinia, una gran comunidad cristiana sobrevivió, no solo del rito bizantino, sino también de otros ritos, especialmente el armenio.
La metrópolis de Prusa todavía estaba activa a principios del siglo XX, con jurisdicción sobre aproximadamente 6000 fieles ortodoxos griegos. Durante la guerra greco-turca Bursa fue ocupada por el ejército griego el 25 de junio de 1920, que se retiró el 28 de agosto de 1922 y fue recuperada por las tropas turcas el 11 de septiembre de ese año. La comunidad ortodoxa desapareció tras los acuerdos del Tratado de Lausana de 1923 que obligaron al intercambio de poblaciones entre Grecia y Turquía, por lo que pasó a ser un metropolitanato titular.
Estuvo vacante desde el 16 de agosto de 1953 hasta la designación de Dionisio (Psiahas) el 21 de julio de 2003. En 2012 el patriarcado compró dos templos en las áreas de Moudania y de Triglia, el templo sagrado de los Arcángeles Miguel y Gabriel y el templo sagrado de Panagia Pantovasilissa respectivamente, que habían sido abandonados después de 1922. Su restauración está prevista. El archimandrita Charalambos Nietzsche ha sido ordenado sacerdote permanente restableciéndose como diócesis residencial, aunque el metropolitano siguió residiendo en Estambul. Los servicios se llevan a cabo principalmente en la iglesia protestante de Bursa, pero a veces en la iglesia ortodoxa de San Panteleimon en Apolloniada, así como en iglesias renovadas que funcionan como centros culturales y en las ruinas de otros templos.
El 6 de enero de 2019 la Epifanía se celebró por primera vez en Bursa después de 1922 y fue precedida por la Divina Liturgia del patriarca ecuménico Bartolomé en la iglesia renovada de San Basilio, que funciona como un centro cultural. Hoy la feligresía de la diócesis es principalmente de habla eslava. Además de la iglesia protestante y de la iglesia ortodoxa de San Panteleimon, hay otra iglesia protestante en Bursa. Hasta 11 de mayo de 2019 el obispo de Bursa fue Elpidifor (Lambriniadis).

## Cronología de los obispos
- San Alejandro †[16]
- San Patricio †
- Hesychius † (mencionado en 325)
- San Timoteo † (circa 361/363)
- Eustaquio † (mencionado en 381)
- Pedro † (mencionado en 431)
- Esteban † (mencionado en 458/459 circa)
- Teoctisto † (mencionado en 553)
- Policronio † (mencionado en 680)
- Teodoro † (mencionado en 787)
- Niceto † (mencionado en 879)
- Cosme † (siglos X-XI)[17]
- Esteban † (siglo X-XI)[18]
- Sisinnio † (siglo XI)[19]
- Máximo † (segunda mitad del siglo XII)[20]
- Leoncio † (mencionado en 1232)[21]

(...)
- Antimo II de Prusa † (julio de 1776-1807 falleció)
- Juanicio de Tarnovo † (agosto de 1807-junio de 1817 trasladado a Tarnovo)
- Panareto de Nicomedia † (junio de 1817-abril de 1821 trasladado a Nicomedia)
- Gerásimo (Fridas) † (abril de 1821-septiembre de 1824 trasladado a Adrianópolis)
- Nicodemo de Prusa † (septiembre de 1824-junio de 1833 depuesto)
- Antimo III (Ioannidis) † (junio de 1833-1 de abril de 1837 trasladado a Éfeso)
- Crisanto II (Karamalis) † (1 de abril de 1837-1846 falleció)
- Constancio (Kalogeras) † (junio de 1846-21 de febrero de 1870 falleció)
- Nicodemo II (Konstantinidis) † (2 de abril de 1870-22 de enero de 1886 falleció)
- Natanael (Papanicas) † (enero de 1886-25 de octubre de 1908 trasladado a Nicópolis)
- Doroteo (Mammelis) † (25 de octubre de 1908-6 de marzo de 1921 falleció)
- Constantino (Araboglus) † (10 de febrero de 1922-8 de mayo de 1924 trasladado a Derkoi)
- Nicodemo III (Andreu) † (24 de mayo de 1924-10 de abril de 1935 falleció)
- Policarpo (Dimitriadis) † (28 de enero de 1936-16 de agosto de 1953 falleció)
  - Sede vacante (1953-2003)
- Dionisio II (Psiahas) † (21 de julio de 2003-6 de enero de 2008 falleció)
- Elpidiforo (Lambriniadis) (20 de marzo de 2011-11 de mayo de 2019 nombrado arzobispo de América)
- Cirilo (Sikis), obispo de Erithra (desde mayo de 2019)